# Hagan, Georgia
Hagan là một thành phố ở hạt Evans, Georgia, Hoa Kỳ. Dân số là 996 trong cuộc điều tra dân số năm 2010, tăng từ 898 vào năm 2000.

## Địa lý
Hagan nằm ở 32 ° 9′19 ″ N 81 ° 55′55 ″ W (32.155286, -81.931872).
Theo Cục Thống Kê Dân số Hoa Kỳ, thành phố có tổng diện tích 2,2 dặm vuông (5,7 km2), trong đó 2,1 dặm vuông (5,4 km2) là đất và 0,1 dặm vuông (0,26 km2) (4,59%) là nước.

### Khí hậu
Hagan có khí hậu cận nhiệt đới ẩm theo phân loại Köppen. Thành phố có mùa hè nóng và ẩm với mức cao trung bình là 94 độ và thấp nhất là 70 độ vào tháng Bảy. Mùa đông rất nhẹ với mức cao trung bình tháng 1 là 61 độ và thấp nhất là 36 độ. Cơn bão xảy ra trong mùa đông rất hiếm, nhưng đôi khi chúng vẫn xảy ra.

## Dân cư
Theo điều tra dân số năm 2000, có 898 người, 362 hộ gia đình và 229 gia đình sống trong thành phố. Mật độ dân số là 430,5 người trên một dặm vuông (165,9 / km²). Có 421 đơn vị nhà ở với mật độ trung bình 201,8 mỗi dặm vuông (77,8 / km²). Tỷ lệ chủng tộc của thành phố là 65,48% trắng, 29,96% người Mỹ gốc Phi, 0,89% châu Á, 3,01% từ các chủng tộc khác, và 0,67% từ hai hoặc nhiều chủng tộc. Tây Ban Nha hoặc La tinh của bất kỳ chủng tộc nào chiếm 5,01% dân số.
Có 362 hộ, trong đó 30,7% có trẻ em dưới 18 tuổi sống chung với gia đình, 46,1% là cặp vợ chồng chung sống với nhau, 12,7% chủ hộ là phụ nữ đơn thân, và 36,5% là không phải là gia đình. 30,4% hộ gia đình được tạo thành từ các cá nhân và 7,7% có người sống một mình 65 tuổi trở lên. Quy mô hộ trung bình là 2,44 và quy mô gia đình trung bình là 3,03.
Trong thành phố, dân số với 25,5% là trẻ em dưới 18 tuổi, 10,9% từ độ tuổi 18 đến 24, 29,6% từ độ tuổi 25 đến 44, 23,1% từ độ tuổi 45 đến 64, và 10,9% người từ 65 tuổi trở lên. Độ tuổi trung bình là 34 tuổi. Cứ 100 nữ giới thì có 98,2 nam giới. Cứ 100 nữ từ 18 tuổi trở lên, có 100,9 nam giới.
Thu nhập trung bình cho một hộ gia đình trong thành phố là 26.852 đô la và thu nhập trung bình cho một gia đình là 30.500 đô la. Nam giới có thu nhập trung bình là $ 30,139 so với $ 17,303 đối với phụ nữ. Thu nhập bình quân đầu người của thành phố là 15.351 đô la. Khoảng 20,1% gia đình và 23,1% dân số sống dưới mức nghèo khổ, trong đó 34,0% những người dưới 18 tuổi và 18,9% trong độ tuổi 65 trở lên.